# Все звёзды. Бэтмен и Робин, Чудо-Мальчик
«Все звёзды. Бэтмен и Робин, Чудо-Мальчик» (англ. All Star Batman & Robin the Boy Wonder) — серия комиксов, которую в 2005—2008 годах издавала компания DC Comics. За сценарий отвечал Фрэнк Миллер. Серия пересказывает историю происхождения Дика Грейсона, ставшего напарником Бэтмена по прозвищу Робин.

### Выпуски
| №  | Дата выхода      | Оценка на Comic Book Roundup   | Предполагаемый объём продаж (первый месяц) |
| -- | ---------------- | ------------------------------ | ------------------------------------------ |
| 1  | 13 июля 2005     | 6,6 из 10 на основе 8 рецензий | 261 079, позиция в Северной Америке — 1    |
| 2  | 14 сентября 2005 | 6,8 из 10 на основе 5 рецензий | 178 573, позиция в Северной Америке — 1    |
| 3  | 25 января 2006   | 4,5 из 10 на основе 2 рецензий | 162 994, позиция в Северной Америке — 2    |
| 4  | 17 мая 2006      | 6,2 из 10 на основе 4 рецензий | 160 340, позиция в Северной Америке — 3    |
| 5  | 16 мая 2007      | 5,6 из 10 на основе 6 рецензий | 114 265, позиция в Северной Америке — 9    |
| 6  | 25 июля 2007     | 6,6 из 10 на основе 4 рецензий | 105 954, позиция в Северной Америке — 9    |
| 7  | 26 сентября 2007 | 7,2 из 10 на основе 5 рецензий | 100 551, позиция в Северной Америке — 6    |
| 8  | 28 ноября 2007   | 6,9 из 10 на основе 4 рецензий | 97 003, позиция в Северной Америке — 9     |
| 9  | 27 февраля 2008  | 6,6 из 10 на основе 7 рецензий | 93 707, позиция в Северной Америке — 6     |
| 10 | 24 сентября 2008 | 4,4 из 10 на основе 6 рецензий | 94 030, позиция в Северной Америке — 4     |

### Коллекционные сборники
| Название                                                 | Тип              | Дата выхода  | Собранный материал | ISBN               | Предполагаемый объём продаж (первый месяц) |
| -------------------------------------------------------- | ---------------- | ------------ | ------------------ | ------------------ | ------------------------------------------ |
| All Star Batman & Robin the Boy Wonder Volume 1          | Твёрдый переплёт | 25 июня 2008 | выпуски #1-9       | ISBN 1-4012-1681-1 | 7 286, позиция в Северной Америке — 6      |
| All Star Batman & Robin the Boy Wonder Volume 1          | Мягкая обложка   | 24 июня 2009 | выпуски #1-9       | ISBN 1-4012-2008-8 | 5 577, позиция в Северной Америке — 2      |
| Absolute All Star Batman & Robin the Boy Wonder Volume 1 | Твёрдый переплёт | 2 июля 2014  | выпуски #1-10      | ISBN 1-4012-4763-6 | 988, позиция в Северной Америке — 138      |

## Отзывы
На сайте Comic Book Roundup серия имеет оценку 6,1 из 10 на основе 51 рецензии. Джесс Шедин из IGN поставил последнему выпуску оценку 4,8 из 10 и написал, что All-Star Batman & Robin для него является шуткой. Тимоти Каллахан из Comic Book Resources считал, что «сюжет представляет собой не более чем серию жестоких инцидентов, которые ничего не связывает вместе, кроме напыщенности». Уильям Гейтвакс из PopMatters похвалил художника Джима Ли, но отметил, что его «рисунки не могут компенсировать сценарий или пробелы в сюжете». Ян Робинсон из CraveOnline писал, что это «серия комиксов, которая всё глубже и глубже погружается в бездну нечитаемого».